# Menopur
Menopur (HPhMG) er et præparat fremstillet af humant menopausalt gonadotropin. HPhMG indeholder hormoner, der er nødvendige for den menneskelige forplantning. Menopur er udviklet, produceret og markedsført af Ferring Pharmaceuticals. Menopur udvindes af urin, højtoprenset ved hjælp af state of the art-teknologi, fra kvinder der har passeret overgangsalderens. Deres urin er meget rig på kønshormoner, især FSH i flere forskellige former, LH og mindre mængder af graviditetshormonet hCG. hCG har samme effekt i æggestokken som det naturligt forekommende LH-hormon, men har en længere virkningstid i kroppen. Man siger, at hCG har LH-effekt. Behandling med HP-hMG giver således både FSH- og LH-effekt i æggestokkene.

Praksis udvalg af American Society for Reproductive Medicine rapporterer: 
| Citat | Sammenlignet med tidligere rå animalske ekstrakter, har moderne højt oprenset urin og rekombinante gonadotropin produkter en klart overlegen kvalitet, specifik aktivitet, og effekt. Der er ingen forskelle i sikkerhed, renhed, eller klinisk effekt mellem de forskellige gonadotropine produkter uanset produktions metode. | Citat |
| [ 2 ] | |       |

To uafhængige oversigter over relevante undersøgelser har vist, at IVF-behandling med gonadotropiner indeholdende hMG fører til en signifikant højere fødselsrate i forhold til behandling med rekombinant FSH. Yderligere har en samlet analyse af to store randomiserede kontrollerede forsøg med Menopur vist statistisk signifikant højere sandsynlighed for (antal) kliniske graviditet sammenlignet med rekombinant FSH i IVF cykler.

## Eksterne links
Læs mere om Menopur på medicin.dk